# Новикофф, Лу
Луис Александер Новикофф (англ. Louis Alexander Novikoff; 12 октября 1915, Глендейл, Аризона — 30 сентября 1970, Саут-Гейт, Калифорния) — американский бейсболист, аутфилдер. Выступал в Главной лиге бейсбола за «Чикаго Кабс» и «Филадельфию Филлис». Играл в софтбол за несколько калифорнийских команд. В 1965 году избран в Зал славы Международного софтбольного конгресса. В 2015 году посмертно избран в Зал славы бейсбольной Лиги Тихоокеанского побережья.

## Биография

### Ранние годы
Луис Новикофф родился 12 октября 1915 года в Глендейле. Эта дата не является точной, некоторые косвенные признаки указывают на то, что он родился в 1917 или 1918 году. Его родители принадлежали к секте прыгунов. Они эмигрировали в США из Российской империи в начале XX века. Сначала они жили в Лос-Анджелесе, а затем переехали в Аризону. В Глендейле они занимались выращиванием хлопка и сахарной свёклы. С началом Великой депрессии семья вернулась в Лос-Анджелес. Новикофф вырос в районе Бойл-Хайтс, где существовала крупная русскоязычная община. Тогда же он начал интересоваться бейсболом.
Весной 1932 года Новикофф переехал в Бейкерсфилд, где учился в старшей школе округа Керн и играл за любительскую софтбольную команду. Там он впервые начал получать деньги за выступления. Осенью он по просьбе матери вернулся в Лос-Анджелес и продолжил учёбу в школе имени Рузвельта. Со своим старшим братом Полом он играл в софтбол за команду «Торранс Блубердс». Местная пресса за высокую результативность на бите называла Новикоффа «Бейбом Рутом софтбола». В 1934 году он женился на Эстер Волкофф, которая была дочерью эмигрантов из России.

### Начало карьеры
В 1935 году Новикофф попал на просмотр в команду Лиги Тихоокеанского побережья «Голливуд Старз». Он хорошо отбивал, но слабая игра в поле не позволила ему пробиться в состав. После этого он выступал за софтбольную команду «Хантингтон-Бич Ойлерз». Её тренер Джо Роджерс дал Новикоффу прозвище «Сумасшедший русский», рассчитывая таким образом привлечь больше зрителей на трибуны. В 1937 году он прошёл просмотр и подписал контракт с бейсбольным клубом «Лос-Анджелес Энджелс», тоже игравшим в Лиге Тихоокеанского побережья. После заключения соглашения его отправили в фарм-команду «Понка-Сити Энджелс» из Западной ассоциации. В дебютном сезоне Новикофф отбивал с показателем 35,1 %, выбил 16 хоум-ранов и набрал 112 RBI в 124 матчах, но допустил 18 ошибок в защите.
Весной 1938 года его перевели в команду «Молин Плоу Бойз», игравшую в Лиге Иллинойса, Индианы и Айовы. Новикофф стал самым эффективным бьющим сезона, лидируя в лиге по количеству хитов, триплов и RBI. Он выбил 19 хоум-ранов, хотя домашний стадион его команды был самым большим в лиге. При этом он оставался плохим защитником, допустив 17 ошибок. Сезон 1939 года Новикофф начал в «Лос-Анджелесе», но из-за высокой конкуренции среди аутфилдеров был переведён сначала в «Милуоки Брюэрс», а затем в «Талсу Ойлерз». В Техасской лиге он отбивал с показателем 36,8 %, после возвращения в «Энджелс» в августе его эффективность на бите составила 45,2 %. Журнал Sporting News признал Новикоффа Игроком года в младших лигах. Скаут клуба «Чикаго Кабс» Датч Рютер назвал его лучшим правосторонним отбивающим современного бейсбола.
В 1940 году, играя за «Энджелс», Новикофф стал обладателем Тройной короны Лиги Тихоокеанского побережья, выбив 41 хоум-ран и набрав 171 RBI при показателе отбивания 36,3 %. Помимо этого он был лучшим в лиге по числу выбитых хитов и сделанных ранов. Новикофф пользовался популярностью среди болельщиков и журналистов, был одним из самых колоритных игроков в лиге. В июне 1940 года перед одним из матчей он исполнил две песни в сопровождении хора под аккомпанемент балалаек.

### Главная лига бейсбола
Весной 1941 года Новикофф стал игроком «Чикаго Кабс». Его дебют в Главной лиге бейсбола оказался неудачным. После нескольких матчей его показатель отбивания составлял всего 14,6 %. В июне он был переведён в фарм-клуб «Милуоки Брюэрс» из Американской ассоциации. Без давления со стороны журналистов и болельщиков Новикофф быстро набрал форму и к концу сезона стал лидером лиги с показателем отбивания 37,0 %. В 1942 году он вернулся в «Кабс» и снова испытывал проблемы на бите, но смог повысить результативность к июню. Второй сезон в составе команды он закончил с эффективностью 30,0 %, став шестым среди бьющих Национальной лиги. По ходу чемпионата Новикофф заработал популярность среди болельщиков команды, его персональные фанаты занимали целый сектор на стадионе «Ригли Филд».
Старт сезона 1943 года он пропустил, но после возвращения на поле провёл серию из 18 результативных матчей подряд. К концу июня показатель отбивания Новикоффа составлял 39,1 %. Затем эффективность его игры снизилась, в августе тренерский штаб «Кабс» вывел его из стартового состава. Всего в чемпионате он сыграл 78 матчей без выбитых хоум-ранов. Его показатель отбивания составил 27,9 %. Весной 1944 года Новикофф прибыл на сборы команды с лишним весом и был окончательно переведён в запас. Выходя на поле в роли пинч-хиттера, он отбивал с показателем 30,0 %. После завершения сезона его выставили на драфт отказов.
Чемпионат 1945 года Новикофф начал в составе «Энджелс», где играл постоянно и отбивал с эффективностью 31,0 %. В мае после окончания боевых действий в Европе газета Knoxville News-Sentinel написала, что один из тостов генерала Брэдли и маршала Конева был за «известного русского американца Новикоффа». На Тихом океане война продолжалась и в июле его призвали на военную службу. Новикофф проходил подготовку на военно-воздушной базе Шеппард-филд в Техасе, но на фронт не попал. В сентябре Вторая мировая война закончилась, а в ноябре его демобилизовали.
Весной 1946 года он стал игроком «Филадельфии», но проиграл борьбу за место в составе новичку Делу Эннису. Новикофф сыграл в стартовом составе команды всего два матча, чаще выходя на поле в роли пинч-хиттера. В июне его продали команде Лиги Тихоокеанского побережья «Сиэтл Рейнирс».

### Завершение карьеры
Во второй половине сезона 1946 года Новикофф с показателем 30,1 % стал лучшим отбивающим «Рейнирс». В следующем году его эффективность составила 32,5 %. Он занял третье место в лиге по количеству хитов, даблов и RBI. Сезон 1948 года Новикофф сыграл 64 матча за «Сиэтл» и 70 матчей за «Ньюарк Беарс».
В 1949 году он играл за «Беарс» и «Хьюстон Баффалос». Последний сезон в профессиональной бейсбольной карьере Новикофф провёл в 1950 году в составах команд «Якима Беарс» и «Виктория Атлетикс». После этого он в течение десяти лет играл аутфилдером в софтбольной команде «Лонг-Бич Найтхокс». В этот период клуб семь раз становился победителем чемпионата Международного софтбольного конгресса. В 1965 году Новикофф стал первым игроком, вошедшим в Зал славы Международного софтбольного конгресса.

### Последние годы жизни
Завершив спортивную карьеру, Новикофф начал злоупотреблять алкоголем. Он жил в городе Саут-Гейт, работал грузчиком. В середине 1960-х годов он вышел на пенсию. К этому времени у него была диагностирована эмфизема лёгких. В 1966 году его бывший тренер Джо Роджерс организовал софтбольный матч, чтобы собрать деньги на оплату счетов Новикоффа.
В 1970 году от рака умерла его супруга Эстер. В сентябре Новикофф женился во второй раз. Черед двенадцать дней после свадьбы у него случился сердечный приступ, он умер по дороге в больницу. Похоронен Новикофф на русском молоканском кладбище в Коммерсе. На его могиле указаны два имени: Луис Александер Новикофф на английском языке и Илья Александрович Новиков на русском.
В 2015 году он посмертно был избран в Зал славы Лиги Тихоокеанского побережья.